# Брандико
Брандѝко (на италиански: Brandico, на източноломбардски: Brandìch, Брандик) е село и община в Северна Италия, провинция Бреша, регион Ломбардия. Разположено е на 99 m надморска височина. Населението на общината е 1646 души (към 2013 г.).